# Pascal Plantard
Pour les articles homonymes, voir Plantard.
 (mars 2024).
La mise en forme du texte ne suit pas les recommandations de Wikipédia : il faut le « wikifier ».
Les points d'amélioration suivants sont les cas les plus fréquents. Le détail des points à revoir est peut-être précisé sur la page de discussion.
- Les titres sont pré-formatés par le logiciel. Ils ne sont ni en capitales, ni en gras.
- Le texte ne doit pas être écrit en capitales (les noms de famille non plus), ni en gras, ni en italique, ni en « petit »…
- Le gras n'est utilisé que pour surligner le titre de l'article dans l'introduction, une seule fois.
- L'italique est rarement utilisé : mots en langue étrangère, titres d'œuvres, noms de bateaux, etc.
- Les citations ne sont pas en italique mais en corps de texte normal. Elles sont entourées par des guillemets français : « et ».
- Les listes à puces sont à éviter, des paragraphes rédigés étant largement préférés. Les tableaux sont à réserver à la présentation de données structurées (résultats, etc.).
- Les appels de note de bas de page (petits chiffres en exposant, introduits par l'outil «  Source ») sont à placer entre la fin de phrase et le point final[comme ça].
- Les liens internes (vers d'autres articles de Wikipédia) sont à choisir avec parcimonie. Créez des liens vers des articles approfondissant le sujet. Les termes génériques sans rapport avec le sujet sont à éviter, ainsi que les répétitions de liens vers un même terme.
- Les liens externes sont à placer uniquement dans une section « Liens externes », à la fin de l'article. Ces liens sont à choisir avec parcimonie suivant les règles définies. Si un lien sert de source à l'article, son insertion dans le texte est à faire par les notes de bas de page.
- La présentation des références doit suivre les conventions bibliographiques. Il est recommandé d'utiliser les modèles {{Ouvrage}}, {{Chapitre}}, {{Article}}, {{Lien web}} et/ou {{Bibliographie}}. Le mode d'édition visuel peut mettre en forme automatiquement les références.
- Insérer une infobox (cadre d'informations à droite) n'est pas obligatoire pour parachever la mise en page.

Pour une aide détaillée, merci de consulter Aide:Wikification.
Si vous pensez que ces points ont été résolus, vous pouvez retirer ce bandeau et améliorer la mise en forme d'un autre article.
 (mars 2024).
Pascal Plantard est un anthropologue français, né le 3 janvier 1960 à Nantes en Loire-Atlantique. Spécialiste des usages des technologies numériques, il est professeur à l’université Rennes 2, co-directeur du groupement d’intérêt scientifique Marsouin, et siège au Conseil national des villes.

## Biographie
Après une formation initiale d’éducateur spécialisé menée à l’école d’éducateur de Tours, puis à l’université de Montréal avec le soutien de Michel Lemay, et au Massachusetts Institute of Technology (MIT) où il travaille avec Seymour Papert, entre 1983 et 1984, Pascal Plantard poursuit des études en sciences de l’éducation et de la formation à l’université Paris V Paris-Descartes. Il fonde le GRISE (Groupe de Recherche sur l’Informatique en Sciences de l’Éducation) à Orléans en septembre 1986 (dont il est le directeur scientifique jusqu’en 1997), qui conçoit des dispositifs d’éducation spécialisée, de prévention, de formation et d’insertion médiatisés par ordinateur.
Pascal Plantard soutient une thèse en sciences de l’éducation et de la formation en 1992, à l’université Paris Nanterre, intitulée « Approche Clinique de l’Informatique », sous la direction de Monique Linard. 
Il devient maître de conférences à l’université Rennes 2 en 1997 puis professeur des universités en 2015. En 2000, il y fonde la filière « Usages socio-éducatifs des technologies de l’information et de la communication », unique en France, qui forme des professionnels des usages éducatifs, culturels et formatifs des technologies numériques. Entre 2002 et 2004, il occupe les fonctions de Vice-Président Formation puis, entre 2014 et 2019, celui de Vice-Président Innovation Pédagogique et Numérique. Entre 2012 et 2015, il contribue à la chaire d'enseignement et de recherche « Modélisations des imaginaires, innovation et création » dirigée par Pierre Musso. Il est membre du laboratoire CREAD. 
En 2002, il contribue à la fondation du groupement d’intérêt scientifique Marsouin, réseau francophone de recherche sur les usages des technologies numériques et correspondant français du World Internet Project (WIP), qu’il co-dirige depuis 2015. Il est également sociétaire de la Mednum, coopérative regroupant des acteurs de la médiation numérique. Depuis 2023, il siège au Conseil national des villes.

## Travaux académiques: une anthropologie du numérique
Pascal Plantard a développé, dans le cadre de ses recherches et publications, une approche anthropologique des usages des technologies numériques. Une grande partie de ses travaux analyse les processus d’appropriation et de construction des usages des technologies numériques à l’œuvre au sein des groupes sociaux et parmi les individus, ainsi que le rôle joué par les représentations des technologies dans les pratiques numériques. Il affirme ainsi que :
« Du point de vue de l’anthropologie sociale, il ne s’agit plus (...) de nous interroger uniquement sur ce que font les gens avec les TIC, mais aussi sur ce qu’ils pensent qu’ils font et donc comment ils se représentent ces pratiques. Ce processus représentation / pratique nous interroge (...) sur ce que les pratiques numériques nous apprennent des phénomènes sociaux. »
En s’inscrivant dans la lignée de réflexions menées par Michel de Certeau, il développe en particulier une conception des usages des technologies numériques en tant que normes sociales. Il s’attache en effet à montrer que les différentes pratiques numériques sont en réalité fondées sur des cultures numériques reposant sur un ensemble de « techno-imaginaires » historiquement construits. Ces pratiques, en se socialisant, forment progressivement des normes d’usages. Cette approche le conduit notamment à critiquer l’idée qu’une « fracture numérique » séparerait de manière binaire les inclus et les exclus du numérique, en masquant la complexité des processus sociaux, culturels et économiques qui participent à l’appropriation des technologies numériques. Il affirme l'importance de la médiation numérique et appelle de ses vœux à un "Plan Marshall" de la médiation numérique.
Dans le domaine de l’éducation, il souligne la permanence des techno-imaginaires sur les formes et modèles pédagogiques contemporains, qui poussent souvent les politiques publiques à se focaliser sur les outils numériques au détriment des approches pédagogiques innovantes. Il remet également en cause l’idée que les jeunes nés depuis les années 2000 seraient des experts des technologies car « natifs du numérique », en soulignant l’hétérogénéité de leurs pratiques numériques,,. Il affirme que l’imaginaire des jeunes en tant que « natifs du numérique » est construit par des adultes pour des adultes, menant a un dessaisissement des parents les plus vulnérables. Ainsi, à ses yeux, le numérique renforce les inégalités scolaires quand il n’est pas accompagné. 

## Publications (sélection)
- Plantard, P. (2011). Pour en finir avec la fracture numérique. Limoges : Fyp. Collection Us@ges.
- Plantard, P. (2015). L’imaginaire numérique dans l’éducation. Collection Modélisations des imaginaires. Paris : Manucius.
- Plantard, P. (2016). « Temps numériques et contretemps pédagogiques en Collège Connecté », DMS-DMK -Distances et médiations des savoirs-Distance and Mediation of Knowledge, 16 | 2016.
- Perret, D. et Plantard, P. (2021). Pratiques numériques des enseignants en Bretagne pendant le confinement. Analyse anthropologique des premières données qualitatives et quantitatives Formation et profession, In Formation et profession, 28(4 hors-série), 1-12, Québec.
- Plantard, P. (2021). Éducation et inclusion numériques en temps de confinement, Enjeux numériques, N°14, juin 2021.
- Plantard, P. et Serreau, M. (2024). Le numérique comme fait social total : Exploration anthropologique de l’évolution des pratiques numériques éducatives pendant les confinements de 2020 à 2022, Canadian Journal of Learning and Technology, La Revue canadienne de l'apprentissage et de la technologie, CJLT-RCAT, Vol. 49 / 4.